# Дуліаджан/Лаква – Лепетката
Дуліаджан/Лаква – Лепетката – система газопроводів, які обслуговують роботу піролізної установки компанії Brahmaputra Cracker and Polymer Limited (BCPL).
В 2016 році на північному сході Індії у Лепетката почала роботу піролізна установка, яка розрахована на використання газового бензину та зріджених вуглеводневих газів (ЗВГ). Останні отримують шляхом переробки багатого на гомологи метану попутного газу ассамських нафтових родовищ. Вилучення ЗВГ відбувається двома належними BCPL установками, які мають принципово різну схему розташування та живлення:
- основна частина ресурсу «жирного» (багатого на гомологи метану) газу в обсягах до 6 млн м3 на добу надходить з терміналу компанії Oil India Limited у Дуліаджан. Звідси він подається по трубопроводу завдовжки 49 км, з діаметром 450 мм та робочим тиском 7,5 МПА до Лепетката. Тут провадять вилучення фракції С2+, після чого метан в обсягах до 4,62 млн м3 на добу повертається до Дуліаджан по другому трубопроводу довжиною 49 км, з діаметром 450 мм та робочим тиском 4,7 МПа;
- значно менша частина ресурсу в обсягах до 1 млн м3 на добу надходить від газозбірного пункту компанії ONGC у Лаква. В цьому випадку вирішили розмістити установку вилучення фракції С2+ прямо у Лаква, що дозволило прокласти між Лаква та Лепетката лише один трубопровід для транспортування ЗВГ довжиною 49 км та діаметром 100 мм. Він розрахований на робочий тиск у 3,6 МПа та має добову продуктивність на рівні у 83 тони ЗВГ. Отриманий після переробки метан в обсягах до 0,77 млн м3 на добу повертається на майднчик ONGC у Лаква.
Під час будівництва системи трубопроводів BCPL довелось облаштувати 17 переходів через перепони (4 через дороги, 3 із залізницею та 10 із річками та струмками).